# Daniel Boeri
Pour les articles homonymes, voir Boeri.
Daniel Boeri né le 1 mars  1944, est un homme politique monégasque.

## Biographie
Né le 1er mars 1944 à Monaco, Daniel Boeri est galeriste et consultant.
Il est membre du Conseil national et doyen de l'Assemblée entre 2013et 2023.

### Formation
Daniel Boeri est diplômé d’HEC et licencié de sociologie à La Sorbonne.

### Parcours professionnel
A l’issue de ses études, Daniel Boeri commence une carrière de consultant en « développement des organisations ».
Par la suite, il fonde le cabinet Boeri consultants et effectue de nombreuses missions au sein grands groupes multinationaux en Europe.
Dès l’origine, il réfute le modèle taylorien d’Organisation Scientifique du Travail dans les entreprises et propose comme alternative l’enrichissement des tâches et la mise en place des groupes autonomes. Il fait de la reconnaissance et de l’autonomie dans le travail l’un des éléments fondamentaux pour le changement.
En parallèle, il enseigne à l’Ecole Européenne des Affaires de Paris et à l’Université Paris-Dauphine.
Passionné d’art, il fonde également à Monaco la Galerie d’Art l’Entrepôt, avec pour objectif de promouvoir de jeunes artistes émergents, notamment avec le concours de « l’Open des Artistes ».

### Parcours politique
En vue des élections municipales de Paris en 1983, Daniel Boeri participe, pour le RPR, à la création du journal « Agir à Paris ».
À son retour à Monaco, il s’intéresse à la vie politique du pays et écrit deux ouvrages  Des idées pour Monaco en 2007 et Monaco, que faire ? en 2013. Par ailleurs, il crée l’association « Non-Inscrits Monégasques » (NIM), un groupe de réflexion politique.
Il est élu pour la première fois au Conseil National en 2013 et est réélu en 2018.
Président de la Commission de la Culture et du Patrimoine depuis 2013, Daniel Boeri est notamment à l’initiative de la création de l’Institut du Patrimoine pour la sauvegarde des bâtiments remarquables de la Principauté ainsi que de la Nuit Blanche, manifestation d’art contemporain gratuite et ouverte à tous.

## Ouvrages
Daniel Boeri a rédigé de nombreux ouvrages traitant d’organisation des entreprises, de politique monégasque, de sujets socio-économiques,, ou encore d’anecdotes personnelles et professionnelles, notamment : 

### Organisation des entreprises
- Le nouveau travail manuel - Enrichissement des tâches et groupes autonomes, Editions d'organisation, 1977
- La table des indicateurs sociaux, Editions d'organisation, 1978
- Le mythe des frais généraux - Abaisser le point mort, Editions Renaudot & Cie, 1988
- Organisation & changement, Maxima Laurent du Mesnil Editeur, 1998
- Maîtriser la qualité, 3ème édition, Maxima Laurent du Mesnil Editeur, 2006
- Réduire et optimiser les coûts, Editions Eyrolles, 2012

### Politique monégasque
- Monaco, que faire?, Boeri Consultants, 2007

- Des idées pour Monaco, Boeri Consultants, 2012

### Socio-économie
- Chine, une stratégie 10/50, 2ème édition, Editions Amalthée, 2019
- Le monde d'avant n'est plus !, Editions Amalthée, 2019

### Anecdotes personnelles et professionnelles
- La 53e, des anecdotes naturelles, Editions RIC, 2020

## Décorations et titre honorifique
- Chevalier de l'ordre du Mérite culturel de Monaco[12]
- Docteur honoris causa de l'Académie Brésilienne de Philosophie[13]